# Klein Rossau
Klein Rossau ist ein Wohnplatz im Ortsteil Rossau der kreisangehörigen Hansestadt Osterburg (Altmark) im Landkreis Stendal in Sachsen-Anhalt.

## Geografie
Klein Rossau, ein Straßendorf mit Kirche, liegt etwa 7 Kilometer westlich von Osterburg (Altmark). Nördlich des Dorfes fließt die Biese, in die westlich des Dorfes der Halmaygraben (Zehrengraben) mündet.
Nachbarorte sind Geldberg im Nordwesten, Groß Rossau im Norden, Schliecksdorf im Nordosten und Rönnebeck im Süden.

## Geschichte
Im Jahre 1217 wurde ein Arnoldus de Rossowe als Zeuge eines Gütertausches vom Kloster Hillersleben in „Billingeshoge“ erwähnt.
In der Verleihung eines Zolls an der Biese an einen gewissen Bethmann im Jahre 1287 heißt es in Gladigow, in Rossow, Schlikstorpe, in antiqua civitate, … per aquam Bysen.
Diese erste Erwähnung aus dem Jahre 1287 kann nicht eindeutig Klein Rossau oder Groß Rossau zugeordnet werden. Im Jahre 1343 wird das Dorf als in villa parua Rossowe sita erwähnt, als Markgraf Ludwig dem Kloster Krevese einen Anteil am Dorf übereignete. Dabei wurden Arnoldus und Henricus de Rossowe aufgeführt, die Einnahmen im Ort hatten. Im Landbuch der Mark Brandenburg von 1375 hieß das Dorf Parva Rossow und Lutken Rossow. Es gab 27 Bauernhöfe und der Pfarrer hatte zwei Höfe. Im Jahre 1541 heißt das Dorf Lütken Rossow im Abschied der General-Kirchen-Visitation. 1687 hieß es ebenfalls Lütken Rossow. 1804 hieß das Dorf Klein Rossau oder Rossow. Es gab einen Rademacher, einen Zimmermann und eine Schmiede.
In der von Alfred Pohlmann überlieferten „Sage vom Emmakreuz“ heißt es, dass die Burg derer von Rossow östlich von Klein Rossau, der Kirche von Groß Rossau gegenüber gelegen habe.
Bei der Bodenreform wurden 1945 ermittelt: 50 Besitzungen unter 100 Hektar hatten zusammen 599 Hektar, zwei Kirchenbesitzungen hatten zusammen 54 Hektar, eine Gemeindebesitzung hat 0,5 Hektar. 1948 hatten aus der Bodenreform 5 Vollsiedler jeder über 5 Hektar und 12 Kleinsiedler jeder unter 5 Hektar erworben.

### Herkunft des Ortsnamens
Ernst Haetge meint, der Ortsname rossowe sei wendischen (slawischen) Ursprungs, wobei  ros, rosche Heidekraut bedeutet oder res, rozina, rosin Roggen.
Es wird vermutet, dass zuerst das „Alte Dorf“, ein Wiesengrundstück zwischen Groß Rossau und Klein Rossau, als wendische Siedlung existierte. Die deutsche Ansiedlung erhielt den Namen „Groß“ Rossau und der slawischen wurde der Zusatz „Klein“ beigefügt.

### Vorgeschichte
Etwa einen Kilometer östlich des Dorfes liegt das Flurstück Aschhöfel. Wilhelm Zahn meint, der Name deutet auf eine durch Brand untergegangene Ansiedlung hin, die vielleicht im nördlichen Teil der Flur lag, der 1909 „die Gärten“ hieß.
Ernst Haetge berichtete 1938 über zahlreiche Urnenfunde südwestlich des Dorfes. Eineinhalb Kilometer südwestlich des Dorfes beschrieb Zahn eine Wüstung bei Klein Rossau. Sie umfasst die Wiesenflächen „der kleine Beek“ und „Hohltüten“ östlich der Biese. Dort wurde später über Funde zahlreicher slawischer Scherben berichtet.

### Eingemeindungen
Am 20. Juli 1950 schlossen sich die Gemeinden Klein Rossau, Groß Rossau (mit dem Wohnplatz Geldberg) und Schliecksdorf aus dem Landkreis Osterburg zur Gemeinde Rossau zusammen. Klein Rossau wurde erst nach 2006 als Wohnplatz der Gemeinde Rossau aufgeführt und war nie ein Ortsteil. Nach der Eingemeindung von Rossau nach Osterburg (Altmark) am 1. Juli 2009 verblieben Klein Rossau, Groß Rossau und Geldberg bei Rossau. Rossau wurde Ortsteil und Ortschaft der Stadt Osterburg (Altmark).

### Einwohnerentwicklung
| Jahr | Einwohner |
| ---- | --------- |
| 1734 | 203       |
| 1772 | 166       |
| 1790 | 188       |
| 1798 | 244       |
| 1801 | 228       |

| Jahr | Einwohner    |
| ---- | ------------ |
| 1818 | 168 oder 268 |
| 1840 | 311          |
| 1864 | 396          |
| 1871 | 374          |
| 1885 | 324          |

| Jahr | Einwohner |
| ---- | --------- |
| 1892 | [00]264   |
| 1895 | 315       |
| 1900 | 302       |
| 1905 | 315       |
| 1910 | [00]311   |

| Jahr | Einwohner |
| ---- | --------- |
| 1912 | [00]311   |
| 1925 | 301       |
| 1930 | [00]280   |
| 1939 | 239       |
| 1946 | 456       |

Quelle wenn nicht angegeben:

## Religion
Die evangelische Kirchengemeinde Klein Rossau, die früher zur Pfarrei Groß Rossau bei Osterburg gehörte, wird betreut vom Pfarrbereich Gladigau im Kirchenkreis Stendal im Propstsprengel Stendal-Magdeburg der Evangelischen Kirche in Mitteldeutschland.
Die ältesten überlieferten Kirchenbücher für Klein Rossau stammen nach Angaben von Ernst Machholz aus dem Jahre 1804. Ernst Haetge gab 1695 als erstes Jahr der Überlieferung an.

## Kultur und Sehenswürdigkeiten
- Die evangelische Dorfkirche in Klein Rossau, ein schlichter flachgedeckter Feldsteinsaal mit dreiseitigem Ostabschluss, stammt aus der ersten Hälfte des 15. Jahrhunderts. Während der Gesamtinstandsetzung von 1960 bis 1962 wurde die Orgel- und Nordempore entfernt und eine raumumfassende mittelalterliche Ausmalung aus der Mitte des 15. Jahrhunderts freigelegt und gesichert.[23][24]
- Der Ortsfriedhof ist auf dem Kirchhof.
- In Klein Rossau steht vor der Kirche ein Denkmal für die Gefallenen des Ersten und Zweiten Weltkrieges.[25]

## Schienenverkehr
Klein Rossau erhielt 1908 über die Kleinbahn Stendal–Arendsee einen Anschluss an das Eisenbahnnetz. Bis 1914 wurde die südöstlich des Dorfes gelegene Station zum Kreuzungsbahnhof umgebaut, als die Kleinbahn Osterburg–Pretzier folgte. Von da an waren Bahnverbindungen in vier Richtungen (Arendsee, Stendal, Osterburg und Pretzier) möglich. Der Personenverkehr endete 1978, der Güterverkehr 1985. Heute sind alle Gleise abgebaut, das frühere Empfangsgebäude hingegen ist saniert und dient als Wohnhaus.